# Jerzy Nowak (skoczek wzwyż)
Jerzy Nowak (ur. 30 stycznia 1952) – polski lekkoatleta, skoczek wzwyż, medalista mistrzostw Polski.

## Kariera sportowa
Był zawodnikiem Polonii Warszawa.
Na mistrzostwach Polski seniorów na otwartym stadionie zdobył jeden medal w skoku wzwyż: brązowy w 1973. 
Rekord życiowy w skoku wzwyż: 2,12 (11.08.1974).